# Indicatif régional 619

Carte de l'État de Californie avec les territoires de ses indicatifs régionaux. L'indicatif régional 619 est en rouge.

L'indicatif régional 619 est l'un des multiples indicatifs téléphoniques régionaux de l'État de Californie aux États-Unis. Selon les plans actuels (en 2011), cet indicatif sera chevauché par l'indicatif régional 935 à une date non encore déterminée.
Cet indicatif dessert le sud du comté de San Diego. Plus précisément, il dessert le centre-ville de San Diego ainsi que les villes de Chula Vista, National City et Imperial Beach.
La carte ci-contre indique en rouge le territoire couvert par l'indicatif 619.
L'indicatif régional 619 fait partie du Plan de numérotation nord-américain.